# Ejnar Krantz
Ejnar Krantz (* 3. August 1915 in Mears, Michigan; † 1. Mai 2007 in South Bend, Indiana) war ein US-amerikanischer Komponist, Pianist, Organist und Musikpädagoge.
Der Sohn schwedischer Einwanderer studierte ab 1933 an der Sherwood Music School in Chicago Klavier, Musiktheorie und Komposition. Von 1936 bis 1938 reiste er als Klavierbegleiter mit dem russischen Geiger Alexander Kaminsky durch die USA und Kanada, danach setzte er seine Ausbildung an der Sherwood Music School fort, die er 1939 als Bachelor abschloss. Er studierte dann am Chicago Music College (Master 1943), nahm ein Jahr lang Klavierunterricht bei Rudolph Ganz und Kompositionsunterricht bei Max Wald. Es schloss sich ein Dissertationsstudium am Chicago Musical College der Roosevelt University (Dissertation: An Approach to Fingering in Piano Playing, 1954) an.
Daneben trat er als Pianist mit Musikern des Chicago Symphony Orchestra auf; sein Studium finanzierte er als Organist und Chorleiter an verschiedenen Kirchen, mit Englisch- und Französischunterricht und privatem Musikunterricht. Er debütierte als Konzertpianist in der New Yorker Town Hall und trat als Klavierbegleiter und Solist in den USA, Schweden, Dänemark, Holland, Frankreich, Spanien und Deutschland auf.
Ein Jahr lang unterrichtete er am Polytechnic Institute in Ruston, Louisiana, danach betrieb er drei Jahre ein privates Klavierstudio in San Antonio. Von 1957 bis 1960 war er Organist und musikalischer Leiter an der First Presbyterian Church in South Bend, Indiana. Er leitete hier fünf Chöre, gab eine Reihe von 27 Orgelkonzerten und führte mehrere Oratorien auf. Daneben unterrichtete er zunächst am Manchester College, North Manchester, Indiana, und später am Gosher College in Indiana. Eine Aushilfstätigkeit an der Trinity Grace Methodist Church in South Bend, Indiana, führte zu einem zehnjährigen Engagement als Organist dieser Kirche. Von 1970 bis 1995 war er Professor für Klavier und Musikgeschichte an der Indiana University South Bend.

## Werke
- Vokal-Solowerke
  - Israel's Lament
  - Restoration Snow
  - The Highlands Sing
  - The Mesa Trail
- Chorwerke
  - Come Unto Me für gemischten Chor a cappelle
  - Hear My Cry, O God (Ps. 61) für dreistimmigen Chor a cappella
  - In Him Will I Trust, Fest-Anthem für gemischten Chor, Sopran, Alt und Orgel
  - Lo, I Am With You Alway für gemischten Chor und Orgel
  - Psalm 100: Make a Joyful Noise Unto the Lord für gemischten Chor und Orgel
  - Psalm 121: I Will Lift Up Mine Eyes für gemischten Chor und Orgel
  - Radiance: The Thing Most Beautiful für Frauenchor a cappella
- Klavierwerke
  - All Kinds of Pieces for Little Fingers
  - An Approach to Fingering in Piano Playing
  - Two Tone Pictures Melancholy & Capriccio
  - Four Little Mood Pictures
  - Sonorous Sketches from the Four Winds
  - Three Greetings
- Orgelwerke
  - Four Offertories for Organ
  - Preludes on four Familiar Hymn Tunes
  - Toccata Chromatica in A Minor